# Preparat zlata
Preparati zlata su jonska hemijska jedinjenja zlata. Ovaj naziv, koji nije pravilan, se ustalio kao sinonim za jedinjenja zlata koja se koriste u medicini. Medicinska primena jedinjenja zlata se naziva „hrizoterapija“ i „auroterapija“. Prvi izveštaji o istraživanjima u ovoj oblasti su se pojavili 1935. Rani radovi su se prvenstveno bavili redujivanjem inflamacija i usporavanjem progresije bolesti kod pacijenata sa reumatoidnim artritisom. Primena preparata zlada je opala od 1990-tih zbog brojnih nuspojava i potrebe za nadgledanjem, kao i njihove ograničene efikasnosti, i veoma sporog početka dejstva. 

## Spoljašnje veze
- "[http://bchealthguide.org/kbase/topic/detail/drug/hw102829/detail.htm
- "[http://diseasesdatabase.com/ddb5340.htm
- "[https://web.archive.org/web/20141015115338/http://news.harvard.edu/gazette/2006/03.02/13-gold.html
- "[http://medicinenet.com/aurothioglucose/article.htm
- "[https://web.archive.org/web/20120716205414/http://www.orthop.washington.edu/?q=patient-care%2Farticles%2Fgold-treatment.html

|  | Molimo Vas, obratite pažnju na važno upozorenje u vezi sa temama iz oblasti medicine (zdravlja). |